# 土御門東洞院殿
土御門東洞院殿（つちみかどひがしのとういんどの）は、平安京左京北辺四坊二町に所在した里内裏。土御門殿とも。正親町南・東洞院東・土御門北・高倉西の1町4方を敷地としていたことから正親町殿とも呼ばれ、現在の京都御所の原形となった。

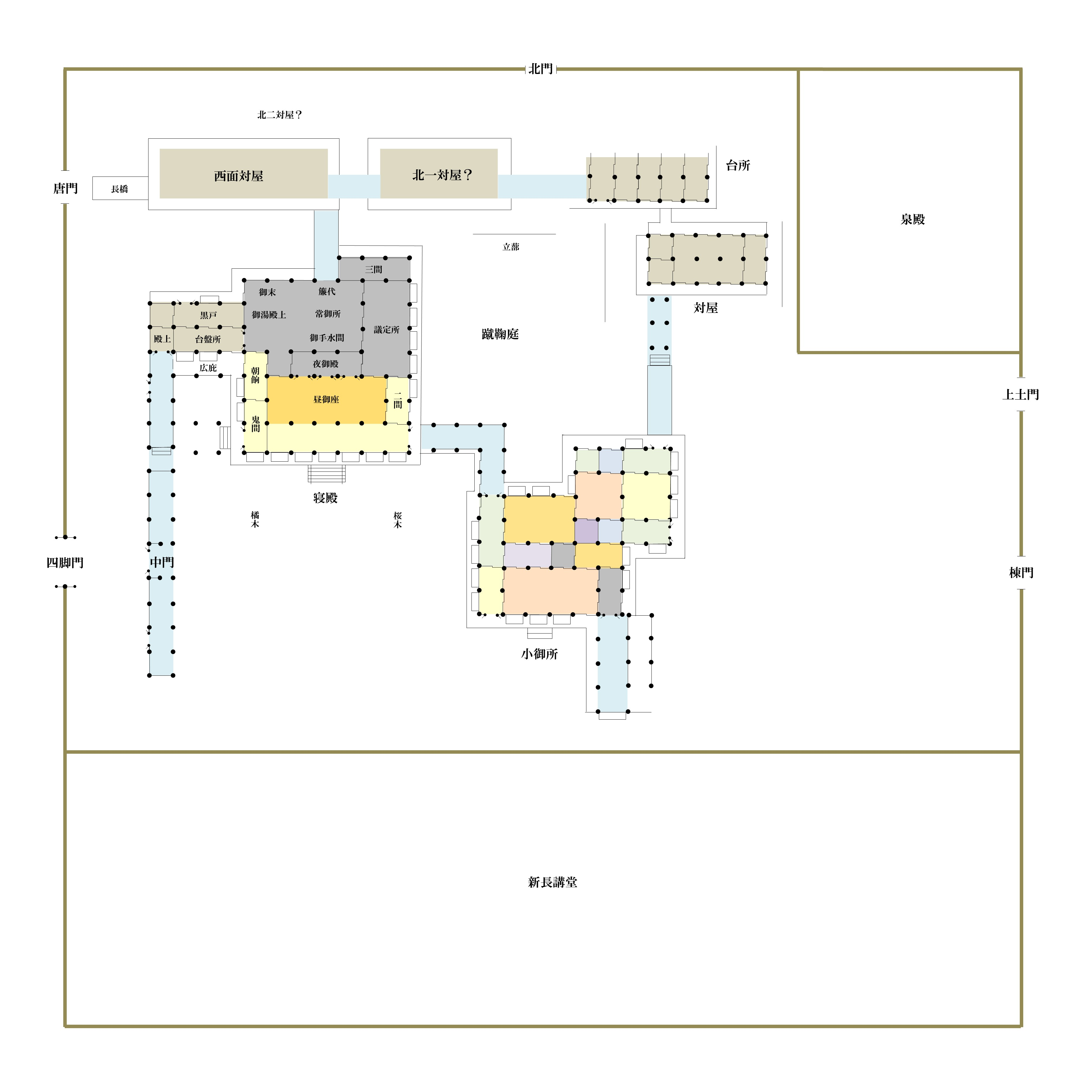
南北朝時代の土御門東洞院殿。

## 平安時代
堀河天皇が即位前に御所としていたことが知られている。その後、長承2年（1133年）に藤原忠実の娘泰子が鳥羽上皇に入内するに先立ってその御所として修造された。その後泰子は鳥羽上皇の皇后に冊立され、保延6年（1140年）に女院（高陽院）となった彼女の御所として正式に定められ、「土御門殿」「正親町殿」と呼ばれた。高陽院の死後、ここは藤原邦綱の邸宅となったが、仁安2年（1167年）に六条天皇が、安元3年（1177年）に高倉天皇が、短期間ながら里内裏として用いている。

## 鎌倉時代
建久2年（1191年）以後、土御門東洞院殿は後白河法皇の皇女・宣陽門院（覲子内親王）の所有となったが、門院は父院ゆかりの六条殿を愛したため、こちらは近衛家が時々儀式の会場として借り受ける程度の利用しかなかった。ところが六条殿が承元2年（1208年）に焼失したことにより、状況は大きく変わり始めた。
宣陽門院は御所を土御門殿に移し、併せて六条殿内に置かれていた後白河法皇の持仏堂である長講堂もここに移転させた。その後、六条殿の地に長講堂は再建されたが、土御門殿内に設けられた施設もそのまま長講堂の所有となりその一部の仏事がここで実施された。このため、本来の長講堂と区別して「新長講堂」とも呼ばれた。宣陽門院死去後は後深草天皇の所有となり、一期分として陽徳門院（媖子内親王）に与えられた後は、持明院統の治天の君の所有となった。延慶元年（1308年）の花園天皇の践祚と元弘元年（1332年）の光厳天皇の践祚もこの土御門東洞院殿を会場として行われた。

## 室町時代
鎌倉時代末期から建武の新政期まで（花園・後醍醐・光厳・後醍醐）の皇居は、本格的な内裏の構造を持つ冷泉富小路殿であったが、1336年（建武3年）の兵火によって冷泉富小路殿は焼失した。そして、新たに成立した持明院統の朝廷である北朝は、建武4年9月2日（1337年9月26日）に持明院統が代々所有していた土御門東洞院殿をひとまずの皇居とした。この時に内裏と“新長講堂”の敷地が混在していることが問題とされ、両者を区切る築地が設けられて築地の北側が里内裏、南側が“新長講堂”とされている。当初北朝は本格的な内裏の再建を数回にわたって計画していたものの、一向に目処が立たず、やがて土御門東洞院殿を継続して使用していこうとする認識が治天の君である光厳上皇にも芽生えた。以後、土御門東洞院殿は恒常的な内裏として用いられることとなる。もっとも、後光厳天皇は鎌倉時代初期の本格的な内裏であった閑院内裏の再建を議論させたりと、未だ本格的な内裏の造営は諦められていなかった。

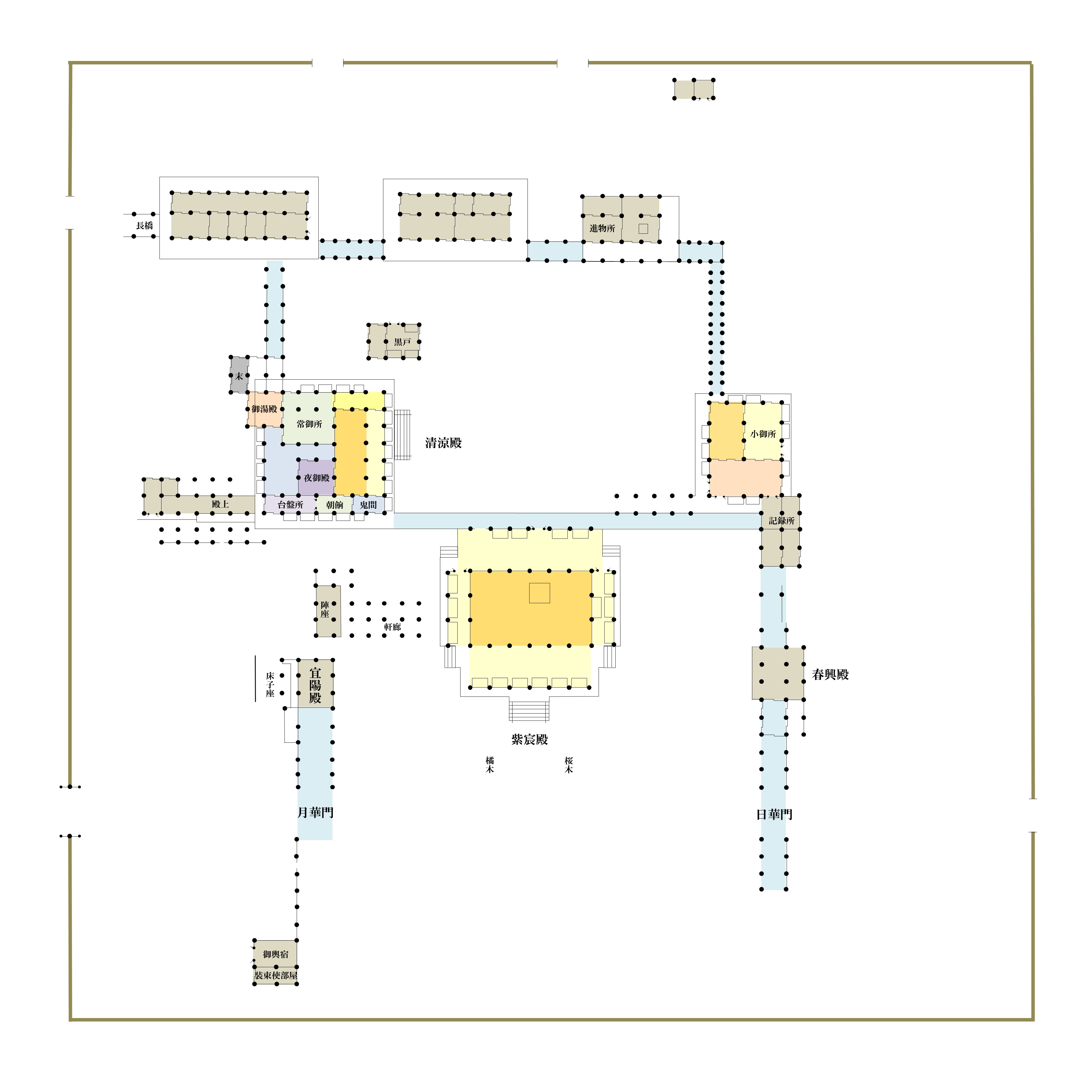
義満が造営した応永度内裏

しかし、またも本格的な内裏の再建計画は立ち消えとなり、結局、土御門東洞院殿は、光明天皇→崇光天皇→後光厳天皇→後円融天皇→後小松天皇と北朝の5代の天皇に皇居として使用されることとなった。ところが、後小松天皇の治世である応永8年（1401年）、土御門東洞院殿は火災で焼失してしまう。そこで当時の最高実力者であった足利義満は、土御門東洞院殿が狭小で「人臣の家」と大差が無いことを問題視して、平安宮内裏を模した本格的な内裏として再建することを決めた。義満は土御門油小路の地を与えて“新長講堂”を立ち退かせ、1町全体を敷地とした本格的な内裏の機能を持つ土御門東洞院殿を再建した。以降も、土御門東洞院殿は皇居として用いられることとなる。
この皇居は、その後拡大を続け、京都御所と呼ばれるようになって今に至る。

## 土御門東洞院殿と公家町の形成
元々、里内裏には大内裏に相当する外側の区画は存在しなかったが、周囲1町四方（面積にして3町四方分）を大内裏の区域に見立てて「陣中」と称し、その内側は牛車宣旨を受けるなどの特例がなければ、臣下は必ず下車して歩行で通行することとされていた。土御門東洞院殿の整備後も、陣中に官司などの設備を集めて大内裏としての性格を持たせることまでは行われなかったため、土御門東洞院殿の近隣に存在した公家の邸宅の中にはそのまま陣中に含まれるケースもあり、そうした家では牛車を使うことが出来なかった。もっとも、この時代には経済的な問題によって摂関家ですら牛車を十分に整備することが出来ず、摂関以下の公卿らは牛車による参入を必要とする陣外にある自邸からの参内を憚り、輿などで陣中にあった公家の邸宅に入ってそこを直廬の代わり（「陣家」）にしてそこから徒歩で参内することが行われた。もっとも、豊臣秀吉が関白になると、遅くても天正15年（1587年）までに土御門東洞院殿の陣中への公家衆屋敷地の総移転（公家町の形成）が実施され、結果的に陣中の概念を破壊されることになった。豊臣政権・徳川政権（江戸幕府）では、かつての陣中であった地域を中心として内裏を防御するための「惣構」とその出入口となる惣門を設置して、その内側に公家町を整備する方針を進めた。元和・寛永期には「陣中」に代わって「惣門之内」と呼ばれるようになる。そして、遅くても万治年間までには戦国的な名残を残す惣構は「築地」と呼ばれるようになり、「惣門之内」から「築地之内」と呼ばれるようになった。「築地之内」は明治維新によって天皇と公家たちが東京に移住した後、京都御苑として整備される。